# 韩煦墓
韩煦墓，是位于中国山东省泰安市东平县东平街道北桥村的元代古墓葬群，1985年入选东平县第一批文物保护单位。
韩煦墓是元朝东平路总管韩煦之墓，封土高1米，直径10米，原有一座题写有“韩氏先莹”的石坊，现已毁，现存封土、神道碑碑座等。